# Célio Alves
Célio Alves Rodrigues (Joanésia, Minas Gerais; 11 de noviembre de 1957) es un exfutbolista brasileño que se desempeñaba como centrocampista

## Trayectoria
Debutó en el Campeonato Brasileño de Serie A en 1977 en Desportiva, equipo del estado de Espíritu Santo. En 1980 es traspasado al Palmeiras donde jugó hasta 1982. En el año 1983 jugó en São José, anotando un gol en 30 partidos. En 1985 arriba a Bolivia para disputar la Copa Libertadores con Oriente Petrolero gracias a las gestiones del entonces presidente del club Miguel Ángel Antelo. En este club jugó siete años, obteniendo un título en 1990. En 1993 ficha por Blooming, máximo rival de Oriente Petrolero, su ex club. Luego de dos temporadas, fichó por San José de Oruro y ese mismo año consigue el título de Primera División. Luego de pasar por equipos como Real Santa Cruz y Independiente Petrolero, en el año 2000 se retira como futbolista con Mariscal Braun de Bolivia.

## Estadísticas
| Club                    | País    | Año         | Partidos | Goles |
| ----------------------- | ------- | ----------- | -------- | ----- |
| Desportiva Ferroviária  | Brasil  | 1977 - 1979 | 46       | 5     |
| Palmeiras               | Brasil  | 1980 - 1982 | 11       | 1     |
| São José                | Brasil  | 1983        | 30       | 1     |
| Oriente Petrolero       | Bolivia | 1985 - 1992 | 248      | 69    |
| Blooming                | Bolivia | 1993 - 1994 | 46       | 8     |
| San José                | Bolivia | 1995        | 32       | 7     |
| Real Santa Cruz         | Bolivia | 1996 - 1997 | 31       | 7     |
| Independiente Petrolero | Bolivia | 1998        | 27       | 7     |
| San José                | Bolivia | 1999        | 29       | 9     |
| Mariscal Braun          | Bolivia | 2000        | 37       | 5     |

## Palmarés

### Títulos nacionales
| Título           | Club              | País    | Año  |
| ---------------- | ----------------- | ------- | ---- |
| Primera División | Oriente Petrolero | Bolivia | 1990 |
| Primera División | San José          | Bolivia | 1995 |